# Jægerspris Slot
Jægerspris Slot er et slot i Jægerspris. Det er bygget i 1300-1400-tallet. Som mange andre slotte i Danmark er det blevet ombygget og tilbygget gennem mange hundrede år. Den ældste del er den tre etager høje nordfløj. Sydfløjen er fra 1590-1600 og østfløjen 1730-1731.

## Historie
Indtil 1677 hed slottet Abrahamstrup. Hvem denne Abraham er, vides ikke. Man gætter dog på at navnet er afledt af Valdemar Sejrs søn Abel. I 1200-tallet tilhørte det meste af Horns Herred nemlig Valdemar Sejrs krongods.
Perioden 1673 kom slottet i privateje hos jægermester Vincents Hahn. Det var i 1677 under hans ejerskab, at slottet fik sit nuværende navn, Jægerspris Slot.
1679 overgik slottet igen til kongehuset, hvor det blev indrettet til sommerbolig for Frederik IV.
1703 overlod kongen slottet til sin broder prins Carl.
1729 overtog Kronprins Christian (VI) slottet efter prins Carls død.
1743 arvede Kronprins Frederik (V) slottet, som gik i arv indtil kong Frederik VII, som blev den sidste kongelige ejer af slottet. Ved enevældens ophør i 1848 overgik slottet til staten.
1854 tilbagekøbte kongen imidlertid slottet til brug som tilflugtssted fra det højere borgerskab og aristokratis forargelse over hans borgerlige ægteskab med Louise Christine Rasmussen (bedre kendt som Grevinde Danner).
Efter kongens død i 1863 arvede Grevinde Danner slottet og havde det som fast bopæl. Hun oprettede i 1867 et børnehjem i den tidligere kavalerfløj. Knap et halvt år inden sin død, stiftede hun fundatsen Kong Frederik VII's Stiftelse af 30. oktober 1873. Stiftelsen indebar bl.a., at Jægerspris Slot, efter grevindens død, skulle indrettes til børnehjem for fattige og ulykkeligt stillede piger.
I slotsparken kan man se Grevinde Danners marmorkiste, som er placeret i en gravhøj, som er åben i siden. Her findes også Danneregen, som er en podning af Danmarks ældste træ Kongeegen.
Den danske pornokomedie I Tyrens tegn (1974) foregår omkring Jægerspris Slot, hvor grevens død vender op og ned på lokalsamfundet.
I en årrække husede slottet Jægerspris Socialpædagogiske Seminarium, Dannerseminariet, som i 2009 blev sammenlagt med Hillerød Pædagogseminarium.
Der er stadig (2013) børnehjem på Jægerspris Slot, samt andre sociale behandlingstilbud.
Jægerspris Slot Gods er på 3.010 hektar med gårdene Christiansminde, Egelundsgården og Louiseholm.

## Galleri
- Den nordlige fløj indeholder det oprindelige Abrahamstrup
- Jægerspris Slot omkring 1870 (set fra øst)
- Jægerspris Slot mere end 125 år efter